# Liste der Naturdenkmäler in Oerlinghausen
Die Liste der Naturdenkmäler in Oerlinghausen führt die Naturdenkmäler der ostwestfälischen Stadt Oerlinghausen im Kreis Lippe in Nordrhein-Westfalen (Stand: 2004) auf. Die Liste umfasst derzeit nur Objekte im Außenbereich.
| Nr. | Bezeichnung                                                                               | Lage | Bild |
| --- | ----------------------------------------------------------------------------------------- | --- | ---- |
|     | 1 Kastanie (†)                                                                            | Oerlinghausen, auf einer Wiese am Südhang des Menkhauser Berges (Lage)                                                     |      |
|     | 4 Eichen                                                                                  | Lipperreihe, am Gauksterdt’schen Kotten westlich des Stukenbrocker Weges bei der Tontaubenschießanlage                     |      |
|     | 1 Eiche                                                                                   | Lipperreihe, auf dem Grundstück Westerholter Str. 15 in Bokelfenn                                                          |      |
|     | 1 Eiche                                                                                   | Lipperreihe, auf dem ehemaligen Hofgrundstück Palsmeyer in Bokelfenn                                                       |      |
|     | Feldahorngruppe, 1 Weißdorn, 1 Wildapfel                                                  | Oerlinghausen, am Gut Niederbarkhausen am Weg „Stöhnebrink“ (Lage)                                                         |      |
|     | Mehrlingsbuche (†)                                                                        | Oerlinghausen, am Wirtschaftsweg südöstlich Gut Niederbarkhausen (Lage)                                                    |      |
|     | Femlinde                                                                                  | Oerlinghausen, nördlich der ehemaligen Allee zwischen dem Mausoleum und dem Gut Niederbarkhausen vor einer Fichtenschonung |      |
|     | 2 Eichen                                                                                  | Helpup, auf dem Grundstück „Im Mackenbruch 2a“ vor dem Südgiebel des Fachwerkhauses (Lage)                                 |      |
|     | 1 Eiche                                                                                   | Helpup, an einem kleinen Teich nahe der Hofzufahrt                                                                         |      |
|     | 6 Eichen                                                                                  | Helpup, an der Einfahrt zum Hof Hanke                                                                                      |      |
|     | Geologischer Aufschluss am Wirtschaftsweg zwischen Wistinghauser Straße und Hermannstraße | Helpup (Lage) |      |
|     | Geologischer Aufschluss westlich Gut Wistinghausen                                        | Helpup (Lage) |      |